# Montmin
Montmin – miejscowość i dawna gmina we Francji, w regionie Owernia-Rodan-Alpy, w departamencie Górna Sabaudia. W 2013 roku jej populacja wynosiła 326 mieszkańców. 
W dniu 1 stycznia 2016 roku z połączenia dwóch ówczesnych gmin – Montmin oraz Talloires – utworzono nową gminę Talloires-Montmin. Siedzibą gminy została miejscowość Talloires. 